# Hans Lanz
Hans Lanz (* 17. November 1867 in Bern; † 11. April 1941 in Thun, reformiert, heimatberechtigt in Thun und Madiswil) war ein Schweizer Politiker (BGB).

## Leben
Hans Lanz kam am 17. November 1867 in Bern als Sohn des Jakob Lanz und der Elise geborene Fischer zur Welt. Hans Lanz, ein gelernter Kaufmann, war  Inhaber eines Speditions- und Kohlengeschäfts in Thun. Zudem nahm er Verwaltungsratsmandate in der Bern-Lötschberg-Simplon-Bahn, verschiedenen Regionalbahnen sowie der  Kraftwerke Oberhasli AG wahr. Überdies diente er in der Schweizer Armee im Rang eines Obersten.
Lanz war verheiratet mit Elise Ida, der Tochter des Otto Hüssy. Er verstarb am 11. April 1941 fünf Monate nach Vollendung seines 73. Lebensjahres in Thun.

## Politisches Wirken
Lanz sass zunächst auf kommunaler Ebene zwischen 1895 und 1918 als Finanzvorsteher im Gemeinderat von Thun, davon ab 1904 als Präsident. Daneben gehörte er von 1911 bis 1918 dem Berner Grossen Rat an. Er in der Zeit vor und während des Ersten Weltkriegs massgeblichen Anteil an der baulichen und gemeindeorganisatorischen Entwicklung Thuns. Darüber hinaus wurde er im Jahr 1925 als Vertrauensmann der Bauern-, Gewerbe- und Bürgerpartei in den Nationalrat gewählt, wo er sich als führende Persönlichkeit der Berner Wirtschaft für gewerbliche Belange engagierte. Als Gegner des Proporzsystems gab er nach nur drei Jahren seinen Rücktritt aus diesem Amt bekannt.